# Cebreros
Cebreros és un municipi de la província d'Àvila, a la comunitat autònoma de Castella i Lleó. Limita amb El Hoyo de Pinares, San Bartolomé de Pinares, El Tiemblo, Robledo de Chavela, i a l'est amb San Martín de Valdeiglesias.

## Personatges il·lustres
- Adolfo Suárez